# Krzyż Rycerski
Krzyż Rycerski, właśc. Krzyż Rycerski Krzyża Żelaznego (niem. Ritterkreuz des Eisernen Kreuzes, RK) – niemiecki order, najwyższe odznaczenie wojskowe okresu III Rzeszy. Stanowił rozszerzenie klas Krzyża Żelaznego.

## Historia
Krzyż Rycerski został ustanowiony na początku II wojny światowej, 1 września 1939, przez Adolfa Hitlera. Początkowo stanowił on jedną klasę Krzyża Żelaznego, między Krzyżem Żelaznym I klasy a Krzyżem Wielkim Krzyża Żelaznego. W toku wojny ustanowiono dalsze cztery klasy Krzyża Rycerskiego: 3 czerwca 1940 Krzyż Rycerski Krzyża Żelaznego z Liśćmi Dębu, a 28 września 1941 Krzyż Rycerski Krzyża Żelaznego z Liśćmi Dębu i Mieczami oraz z Liśćmi Dębu, Mieczami i Brylantami. Najwyższa klasa, Krzyż Rycerski Krzyża Żelaznego ze Złotymi Liśćmi Dębu, Mieczami i Brylantami, została ustanowiona 29 grudnia 1944.

## Zasady nadawania
Krzyż Rycerski został ustanowiony w celu wypełnienia luki pomiędzy istniejącymi już wcześniej w historii orderami: Krzyżem Żelaznym a Krzyżem Wielkim Krzyża Żelaznego. Podobnym orderem istniejącym w historii Niemiec był Pour le Mérite nadawany oficerom podczas I wojny światowej, lecz w odróżnieniu od niego, Krzyż Rycerski miał być nadawany żołnierzom wszystkich stopni w celu podkreślenia egalitaryzmu armii (mimo to, większość odznaczonych stanowili oficerowie).
Krzyż Rycerski mógł być nadany co do zasady osobie odznaczonej uprzednio Krzyżem Żelaznym I klasy, następnie też zachowywano porządek nadawania kolejnych klas. Przede wszystkim nadawany był za wyjątkowy akt odwagi w obliczu nieprzyjaciela, mógł być też nadany za całokształt dowodzenia podczas bitwy. Ponadto, w lotnictwie myśliwskim był nadawany za uzyskanie odpowiedniej liczby punktów za zestrzelenie wrogich samolotów (początkowo 20 punktów, punkty zależały m.in. od liczby silników samolotów – do trzech za samolot czterosilnikowy). W marynarce był także nadawany za zatopienie okrętów lub statków o tonażu 100 000 BRT lub czyn wykraczający poza zwykłe obowiązki (np. uratowanie ciężko uszkodzonego okrętu). Podczas wojny szczegółowe kryteria były zaostrzane, lecz zdarzały się też wyjątki od ogólnych zasad.
Krzyż Rycerski Żelaznego Krzyża miał oznakę w formie krzyża równoramiennego o rozszerzających się na zewnątrz ramionach. Wymiary wahały się od 48,2 mm do 48,8 mm. Noszony był na czarno-biało-czerwonej wstążce pod szyją, szerokości 45 mm. Baretki nie ustanowiono.
Krzyż Rycerski dzielił się na pięć klas (od najniższej):
- Krzyż Rycerski Krzyża Żelaznego (Ritterkreuz des Eisernen Kreuzes)
- Krzyż Rycerski Krzyża Żelaznego z Liśćmi Dębu (Ritterkreuz des Eisernen Kreuzes mit Eichenlaub)
- Krzyż Rycerski Krzyża Żelaznego z Liśćmi Dębu i Mieczami (Ritterkreuz des Eisernen Kreuzes mit Eichenlaub und Schwertern)
- Krzyż Rycerski Krzyża Żelaznego z Liśćmi Dębu, Mieczami i Brylantami (Ritterkreuz des Eisernen Kreuzes mit Eichenlaub, Schwertern und Brillanten)
- Krzyż Rycerski Krzyża Żelaznego ze Złotymi Liśćmi Dębu, Mieczami i Brylantami (Ritterkreuz des Eisernen Kreuzes mit Goldenem Eichenlaub, Schwertern und Brillanten).

## Odznaczeni
Pierwsze nadanie Krzyży Rycerskich miało miejsce 30 września 1939, do końca 1939 nadano ich 27.
Ogółem nadano członkom niemieckich sił zbrojnych 7318 Krzyży Rycerskich Krzyża Żelaznego (spotyka się też liczbę 7313), 882 Krzyże z Liśćmi Dębu, 159 Krzyży z Liśćmi Dębu i Mieczami, 27 Krzyży z Liśćmi Dębu, Mieczami i Brylantami oraz tylko jeden Krzyż ze Złotymi Liśćmi Dębu, Mieczami i Brylantami (otrzymał go Hans-Ulrich Rudel – przewidywano, że otrzyma go 12 osób). W tej liczbie zawiera się także 32 odznaczonych cudzoziemców służących w Waffen-SS (w tym trzech – Krzyże z Liśćmi Dębu).
Krzyże nadano ponadto 41 członkom obcych sił zbrojnych: 18 Rumunom, 9 Włochom, 8 Węgrom i po 2 Japończykom, Słowakom i Finom. Z tego, przyznano 1 Krzyż z Liśćmi Dębu i Mieczami (pośmiertnie dla Isoroku Yamamoto) i 5 Krzyży z Liśćmi Dębu.
Krzyże z Liśćmi Dębu, Mieczami i Brylantami otrzymali: Albert Kesselring, Erwin Rommel, Walther Model, Ferdinand Schörner, Josef Dietrich, Hermann Balck, Hans-Valentin Hube, Hasso von Manteuffel, Dietrich von Saucken, Karl Mauss, Hermann-Bernhard Ramcke, Herbert Otto Gille, Theodor Tolsdorff, Adolf Galland, Adelbert Schulz, Hyazinth Graf Strachwitz, Helmut Lent, Werner Mölders, Gordon Gollob, Hans-Ulrich Rudel, Albrecht Brandi, Wolfgang Lüth, Walter Nowotny, Heinz-Wolfgang Schnaufer, Hermann Graf, Erich Hartmann, Hans-Joachim Marseille. Wśród nich było 3 feldmarszałków, 10 generałów i 3 pułkowników wojsk lądowych, 9 lotników i 2 dowódców okrętów podwodnych.

## Krzyż Rycerski po 1945
Ustawa Republiki Federalnej Niemiec z dnia 26 lipca 1957 roku zezwoliła na noszenie krzyży Żelaznego i Rycerskiego w nowej postaci – na awersie oznaki umieszczono w jej środku zamiast swastyki stylizowane gałązki dębowe, z datą „1939” na dolnym ramieniu krzyża, a na rewersie datę „1813” na dolnym ramieniu krzyża. Dodatkowo ustanowiono baretki Krzyża Rycerskiego przedstawiające wstążkę Krzyża Żelaznego (czarno-biało-czerwono-biało-czarną), na którą nakładano miniaturkę odpowiedniej klasy odznaczenia. Szerokość baretek Krzyża Rycerskiego była nieco większa od szerokości baretek Krzyża Żelaznego. Dozwolone było noszenie tylko jednej baretki Krzyża Rycerskiego (w najwyższej posiadanej klasie) obok baretek obu posiadanych klas Krzyża Żelaznego.